# ماتس-أولا كارلسون
ماتس-أولا كارلسون (بالسويدية: Mats-Ola Carlsson)‏ هو لاعب كرة قدم سويدي في مركز ظهير ‏، ولد في 28 يناير 1961 في Burseryd ‏ في السويد. لعب مع نادي غوتبورغ.

## وصلات خارجية
- ماتس-أولا كارلسون على موقع قاعدة بيانات كرة القدم.إي يو (الإنجليزية)